# Hubert Selby
Hubert „Cubby” Selby, Jr. (Brooklyn, 1928. július 23. – Los Angeles, 2004. április 26.) 20. századi amerikai regényíró. Legismertebb művei az Utolsó letérő Brooklyn felé és a Rekviem egy álomért, amelyekből film is készült később, ezekben az író kisebb szerepeket vállalt el. Selby rendkívül nyersen fogalmazta műveit, első regényét Nagy-Britanniában peres eljárásban támadták, 1967-ben pedig betiltották Olaszországban, azonban munkáját sok neves író megvédte. Írói pályafutása mellett a Dél-kaliforniai Egyetemen tanított, Los Angelesben, ahol 1983-tól haláláig élt.

## Élete
Hubert Selby Jr. 1928-ban született Brooklynban, Adalin és Hubert Selby közös gyermekeként. Először állami iskolába járt, majd bekerült a New York-i Stuyvesant High School középiskolába. „Cubby”, a gyermekkori beceneve egész életében ráragadt, a Chicago Cubs iránti élethosszi rajongása révén. 15 évesen elbocsátották az iskolából, ekkor lehetősége nyílt a kereskedelmi flottába kerülni. A tengeren 1947-ben súlyos TBC-vel diagnosztizálták, egyes orvosok szerint már csak egy éve volt akkor hátra. Ezek után Brémában leszállították a hajóról, majd visszaküldték az Egyesült Államokba. Itt 3,5 évig kezelték, és amiért nem volt még pontos gyógymód a betegségre, ezért különböző gyógyszerekkel próbálták enyhíteni a tüneteket, többek között sztreptomicinnel, fájdalomcsillapítókkal és heroinnal. Az utóbbi kettőre egy életmentő műtéte után volt szükség, viszont az anyagokra erősen rászokott, és évtizedekig szenvedett a függőség hatásai miatt.

A betegsége és iskolai végzettség hiánya miatt nem, vagy csak nehezen talált munkát. Egy gyermekkori barátja, Gilbert Sorrentino író lett, és ő ösztönözte arra, hogy Selby is író legyen. Amiért Selbynek egészségi állapota nem engedte meg, hogy átlagos munkát végezzen, megfogadta barátja tanácsát, és elkezdett regényeket írni. Később így emlékezett vissza: 
Csak ültem otthon és megtapasztaltam, hogy teljes Létezésemben, egyszer csak meg fogok halni, és ez nem úgy lenne, mint eddig, hogy majdnem meghalok, de mégis életben maradok, hanem egyszerűen csak meghalnék. És két dolog történhetne, mielőtt meghalnék: vagy megbánnám az egész életemet, vagy szívesen újraélném az egészet. Ez a gondolat elrettentett. A gondolat, ahogy élhetném az életem, és észrevenném, hogy elszúrtam eddig, ez késztetett arra, hogy valamit kezdjek az életemmel.
Bármiféle formális képzés nélkül elkezdett írni a sajátos nyers stílusával azt az erőszakos és sivár világot, ami fiatalkorában kísérte végig. Ezt így részletezte: „Részben hallásból írok. Úgy hallom, hogy lássam és érezzem, amit írok. Mindig is szerelmes voltam a New York-i beszéd zenéjébe.” Selby az íráshoz unortodox technikákat használt, például alternatív hosszúságú bekezdéseket, Jack Kerouachoz hasonlóan a gyors, „tudatfolyam”-írástechnikát, idézőjelek hiányát vagy éppen az aposztrófokat perjellel helyettesítését. Az Utolsó letérő Brooklyn felé című művében saját tapasztalatait is leírta a dokkmunkásságról, a homoszexualitásról, a drogfüggőségről, a hajléktalanságról és a prostitúcióról egyaránt.
1958-ban kezdett neki első elbeszélésének, ami a „The Queen Is Dead” (A királynő halott) címet viseli. Ebben az időben képes volt munkát végezni nappal és éjjel írt. Az elbeszélést hat éven keresztül írta és fejlesztette, ezután jelent meg. 1961-ben a „Tralala” című elbeszélése megjelent három irodalmi folyóiratban: a The Provincetown Review-ben, a Black Mountain Review-ben és a New Directionsben. Ezt a művet számos kritika érte nyers története és cselekménye révén. Egy folyóirat szerkesztőjét le is tartóztatták pornográf irodalom fiatalkorúaknak való árusításáért. A „The Queen Is Dead”, a „Tralala” és még négy másik elbeszélés összekapcsolásával jött létre Selby első regénye, az Utolsó letérő Brooklyn felé, amit a Groove Press kiadó adott ki. Számos neves író és költő dicsérte a művet, azonban megfogalmazásáért és cselekményéért ugyanúgy kritizálták rengetegen.
1967-ben Selby Los Angelesbe költözött, hogy legyőzze a függőségeit. Ebben az évben megismerte jövőbeli feleségét, Suzanne-t és heroinbirtoklásért két hónapra börtönbe is került. Szabadulása után véglegesen szakított a szokásaival, és letette a kábítószert. Ezt az állapotot sikerült élete végéig tartania olyannyira, hogy halálos ágyán még az orvos által ajánlott morfiumot is megtagadta.
1971-ben megjelent második regénye, a The Room (A szoba), ami elődjénél pozitívabb kritikákat kapott. Az író saját bevallása szerint a megírása után évtizedekig nem tudta elolvasni.
Ezután elkezdett forgatókönyveket és ismét rövid elbeszéléseket írni, továbbá élete utolsó 20 évében egyetemen is tanított.
Az Utolsó letérő Brooklyn felé című regényét 1989-ben megfilmesítették, Uli Edel rendezésével. Ebben Selby egy rövid jelenetben, taxisofőrként szerepelt. A Rekviem egy álomért filmadaptáció 2000-ben jelent meg. Darren Aronofsky rendezte, s az író egy börtönőr szerepét vállalta el benne. 
2005-ben Selbyről egy dokumentumfilm is készült, „Hubert Selby Jr: It/ll Be Better Tomorrow” címmel.
Élete utolsó hónapja egy részét kórházban töltötte, majd Highland Park településen elhunyt krónikus obstruktív légúti betegségben, 2004. április 26-án. Gyászjelentését az ezt követő napon adta ki a The New York Times napilap.

## Művei

### Spoken word
- Our Fathers Who Aren't in Heaven (1990)
- Live in Europe 1989 (1995)
- Blue Eyes and Exit Wounds (1998)

### Filmográfia
- Jour et Nuit – forgatókönyvíró (1986)
- Utolsó letérő Brooklyn felé – író és színész (1989)
- Scotch and Milk – színész (1998)
- Rekviem egy álomért – forgatókönyvíró és színész (2000)
- Fear X – forgatókönyvíró (2003)

### Dokumentumfilmek
- Hubert Selby Jr: It/ll Be Better Tomorrow (2005)

## Magyarul
- Utolsó letérő Brooklyn felé; ford. Greskovits Endre; Európa, Bp., 1991 (Európa zsebkönyvek)
- Rekviem egy álomért; ford. Greskovits Endre; Cartaphilus, Bp., 2007 (Filmregények)

## Hatása
- a „The Queen is Dead” inspirálta a The Smiths manchesteri popzenekar nevét
- az Utolsó letérő Brooklyn felé inspirálta a Last Exit zenekar nevét
- az „Of Walking Abortion” című Manic Street Preachers-dal egy Selby-idézettel kezdődik

## Fordítás
- Ez a szócikk részben vagy egészben  a   Hubert Selby, Jr. című angol Wikipédia-szócikk ezen változatának fordításán alapul.  Az eredeti cikk szerkesztőit annak laptörténete sorolja fel. Ez a jelzés csupán a megfogalmazás eredetét és a szerzői jogokat jelzi, nem szolgál a cikkben szereplő információk forrásmegjelöléseként.